# حبيل القورة (السبرة)

تعديل مصدري - تعديل

حبيل القورة محلة تابعة لقرية ذوعسل، التابعة لعزلة عينان بمديرية السبرة إحدى مديريات محافظة إب في الجمهورية اليمنية.، بلغ تعداد سكانها 30 حسب تعداد اليمن لعام 2004.